# 街並み誘導型地区計画
街並み誘導型地区計画（まちなみゆうどうがたちくけいかく）とは、地区計画に係る建築条例に定める付加規制の一部を緩和、合理化する制度。
区域の特色に応じた街並みを誘導しつつ、土地の合理的かつ健全な有効利用の推進および良好な環境の形成を図る地区計画である。